# (1978) Patrice
(1978) Patrice és un asteroide del cinturó d'asteroides descobert per l'equip de l'observatori Perth, a Bickley, Austràlia, des de l'estació astronòmica homònima, el 13 de juny de 1971.
Patrice es va designar al principi com 1971 LD. Més endavant va ser anomenat en honor d'una filla de l'astrònom australià Dennis Harwood.
Patrice orbita a una distància mitjana de 2,194 ua del Sol, i pot acostar-se fins a 1,724 ua i allunyar-se fins a 2,664 ua. Té una excentricitat de 0,2143 i una inclinació orbital de 4,343°. Empra 1.187 dies a completar una òrbita al voltant del Sol.